# Bernhard Ripking
Bernhard Ripking, auch Behrend oder Behrendt  und Bernd Ripking genannt und latinisiert Berhardus Ripkingius (geboren 3. September 1682 in Heede bei Diepholz; gestorben Januar 1719 in Clausthal-Zellerfeld) war ein deutscher Markscheider und Maschinenmeister, Mechaniker und Montanist, Ingenieur und Experimentalphysiker sowie Geodät. Der Leibniz-Korrespondent schuf unter anderem die Grundlage für den ersten Druck einer Gesamtkarte des Harzes, die „als das älteste mit digitalen Höhenangaben versehene Kartenblatt überhaupt gilt.“

## Leben
Ripking war Sohn des in Heede in der Grafschaft Diepholz tätigen Landwirtes Heinrich Ripking (gestorben 1745). Mutmaßlich wurde er bereits als Jugendlicher in den Oberharz geschickt, wo er Schüler des in Clausthal tätigen Kurfürstlich Braunschweig-Lüneburgischen Markscheiders Christian Zacharias Koch wurde, der mit Vermessungen und Kartierungen für den Harzer Bergbau beschäftigt war. Wenngleich genauere Quellen für Ripkings Ausbildung nicht gefunden wurden, lässt er sich für 1707 als Vize-Markscheider belegen.
Als etwa in der Mitte des Jahres 1707 der schwedische Ingenieur Christopher Polhem im Auftrag von Kurfürst Georg Ludwig von Hannover (später König Georg I. von England) in den Oberharz gesandt wurde, um dort die bis dahin im Bergbau eingesetzte Maschinentechnik verbessern zu helfen, stand ihm Ripking als Assistent zur Seite. Polhem erkannte Ripkings Fähigkeiten und konnte bei seinem Landesherrn erreichen, dass Ripking ihm – gemeinsam mit dem damaligen Zimmergesellen Christian Schwartzkopf – zwecks vertiefender Ausbildung nach Schweden folgen durfte. Nach knapp 3 Jahren kehrte Ripking nach Kurhannover zurück, wo er 1710 oder 1711 zunächst als verantwortlicher Markscheider in Clausthal eingesetzt sowie zum Geschworenen berufen wurde.
Angeregt durch die Lehrzeit bei Polhem, lag einer von Ripkings Arbeitsschwerpunkten in der Verbesserung des Maschinenwesens, vor allem die Entwicklung sowie der praktische Einsatz von leistungsfähigen Schöpfvorrichtungen zur Entwässerung der Gruben. Nachdem er – ebenfalls 1711 – auch zu Arbeiten an den Wasserkünsten für den Schlosspark Herrenhausen bei Hannover herangezogen worden war, führte er ab 1712 bis 1715 einen intensiven schriftlichen Gedankenaustausch mit Gottfried Wilhelm Leibniz, der sich mit den gleichen technischen Problemlösungen beschäftigte.
Neben der Korrespondenz mit Leibniz führte Ripking auch wissenschaftliche Untersuchungen durch. So entwickelte er beispielsweise eine logarithmische Rechenscheibe, führte die ersten barometrischen Höhenmessungen durch und konnte in der Folge – unabhängig von Jean Richer – mit Hilfe des Sekundenpendels nachweisen, dass die Erde nicht kugelförmig, sondern ellipsoid geformt ist.

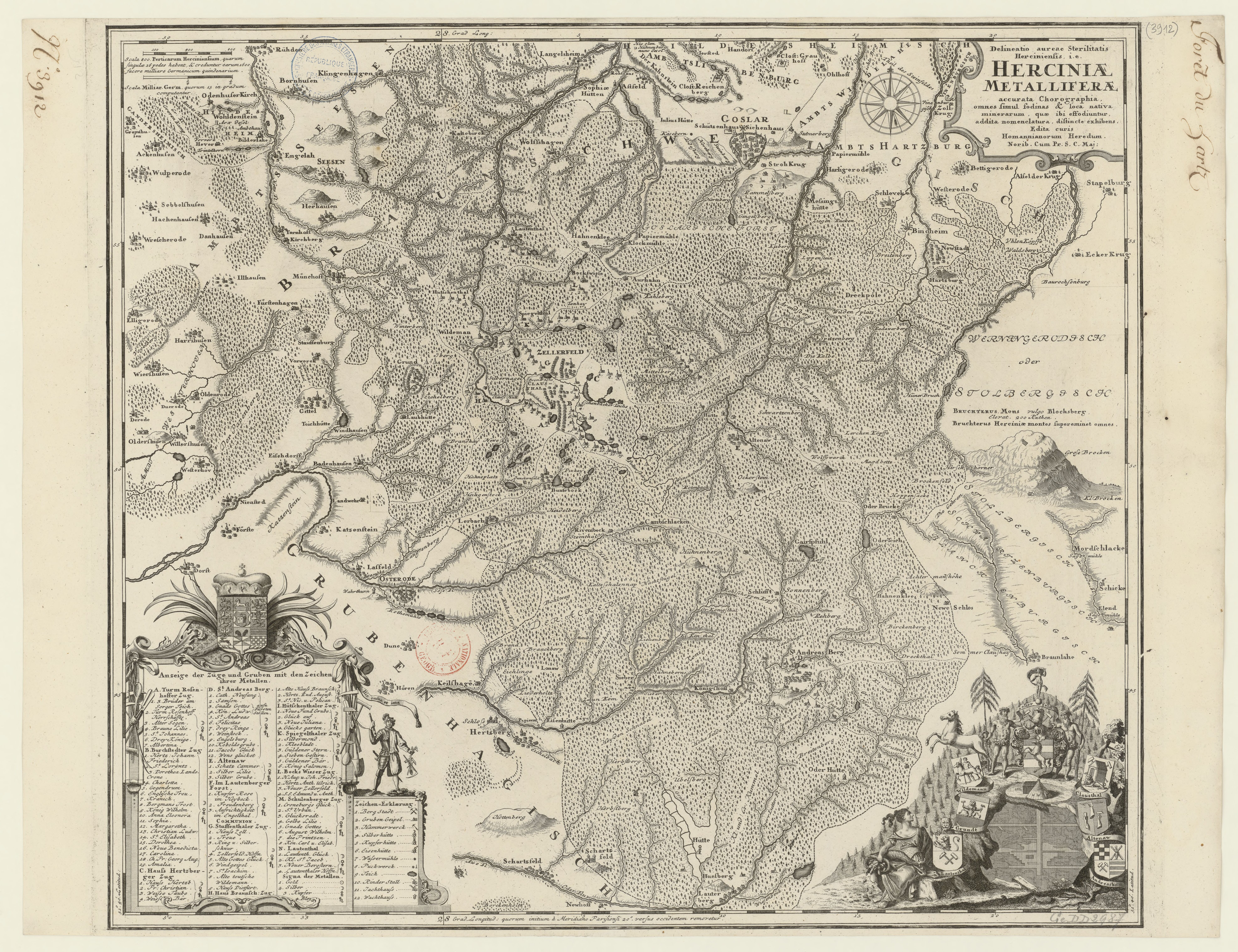
Ripkings Harz-Bergwerke-Karte Delineatio aureae Sterilitatis Herciniensis i.e. Herciniae Metalliferae accurata chorographia;
Kupferstich, Bibliothèque nationale de France

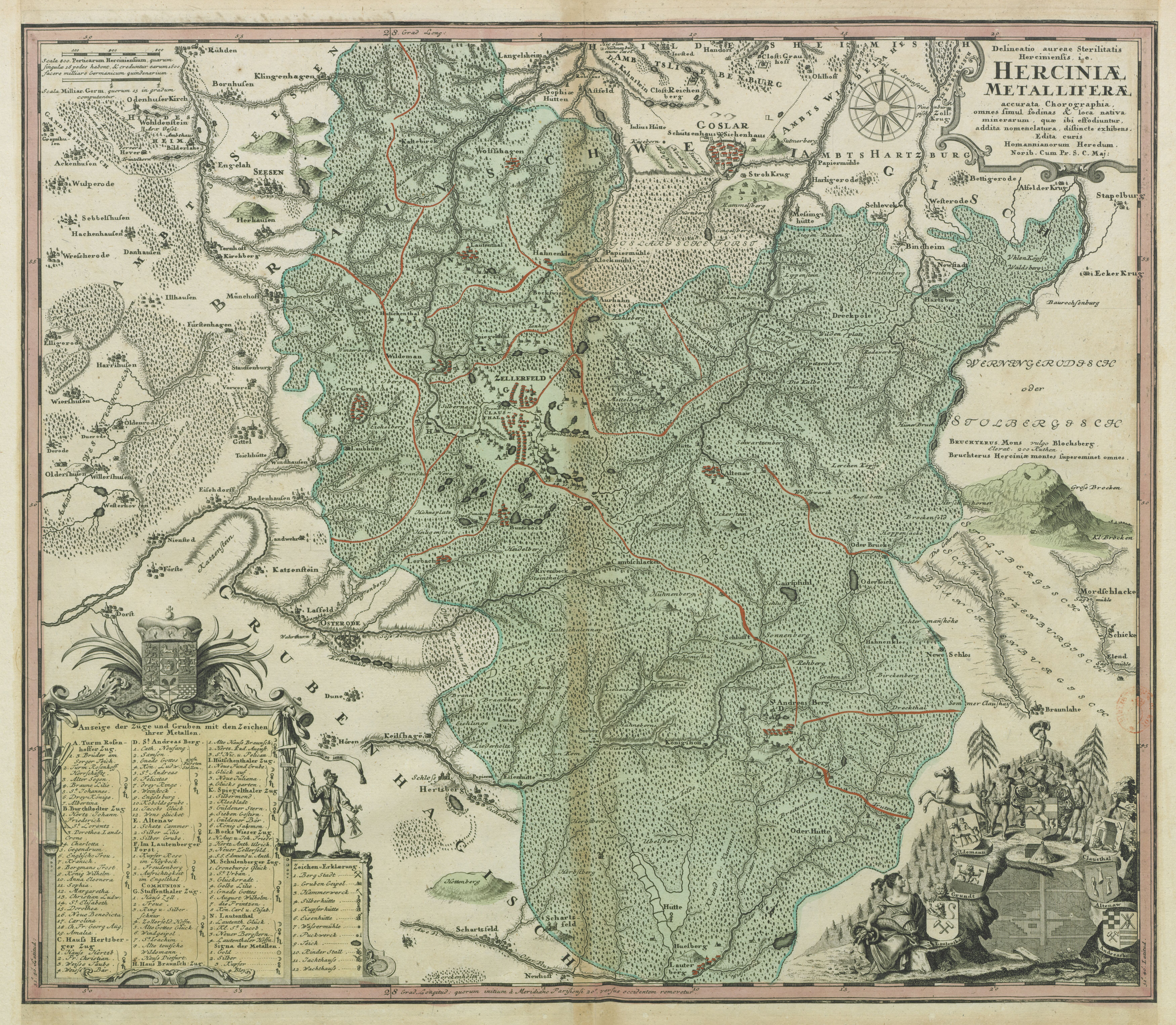
Spätere, kolorierte und von Christian Böse ergänzte Karte

1715 schuf Ripking mit der „Sylvae Hercinae Tabula“ die Grundlage für den Druck einer Gesamtkarte des Harzes, zugleich das älteste mit digitalen Höhenangaben versehene Kartenblatt. Im selben Jahr oder 1716 wurde er zum Maschinendirektor befördert.
Nach dem Tod von Leibniz im Jahr 1716 wurde Ripking dessen Nachfolger in Hannover-Herrenhausen für die fachliche Beratung bei der Weiterentwicklung der Herrenhäuser Wasserkünste. Im Folgejahr 1717 oder 1718 unternahm er eine Reise nach England, um die dort neu entwickelten Wasserfördervorrichtungen auf ihre Einsatzfähigkeit im Oberharzer Bergbau zu prüfen. Er kam jedoch zu der Überzeugung, dass die von ihm begutachteten Vorrichtungen besser für die Herrenhäuser Gärten geeignet wären; in der Folge wurde eine dieser englischen Maschinen in Herrenhausen installiert.
Bernhard Ripking starb im Januar 1719 in Clausthal-Zellerfeld im Alter von 36 Jahren.

## Werke
- Barometermessungen in den Gruben von Clausthal und Andreasberg, abgedruckt in Leibnitz’s Briefen 1712–1715
- Sylvae Herciniae Tabula. Accurate Geographische Delination von Einseitig-Grubenhagischen und Communion Haartze, / entworffen von B. Ripking, Kupferstich, 31 × 35 cm
- Anleitung den Harz zu bereisen
- Bernhard Ripking: A New & Exact Map of the Electorate of Brunswick-Lunenburg and the rest of the Kings Dominions in Germany, Karte in Herman Moll: The World Described, London, zwischen 1716 und 1719; Digitalisat über das Kulturerbe Niedersachsen